# Rotes Kurdistan

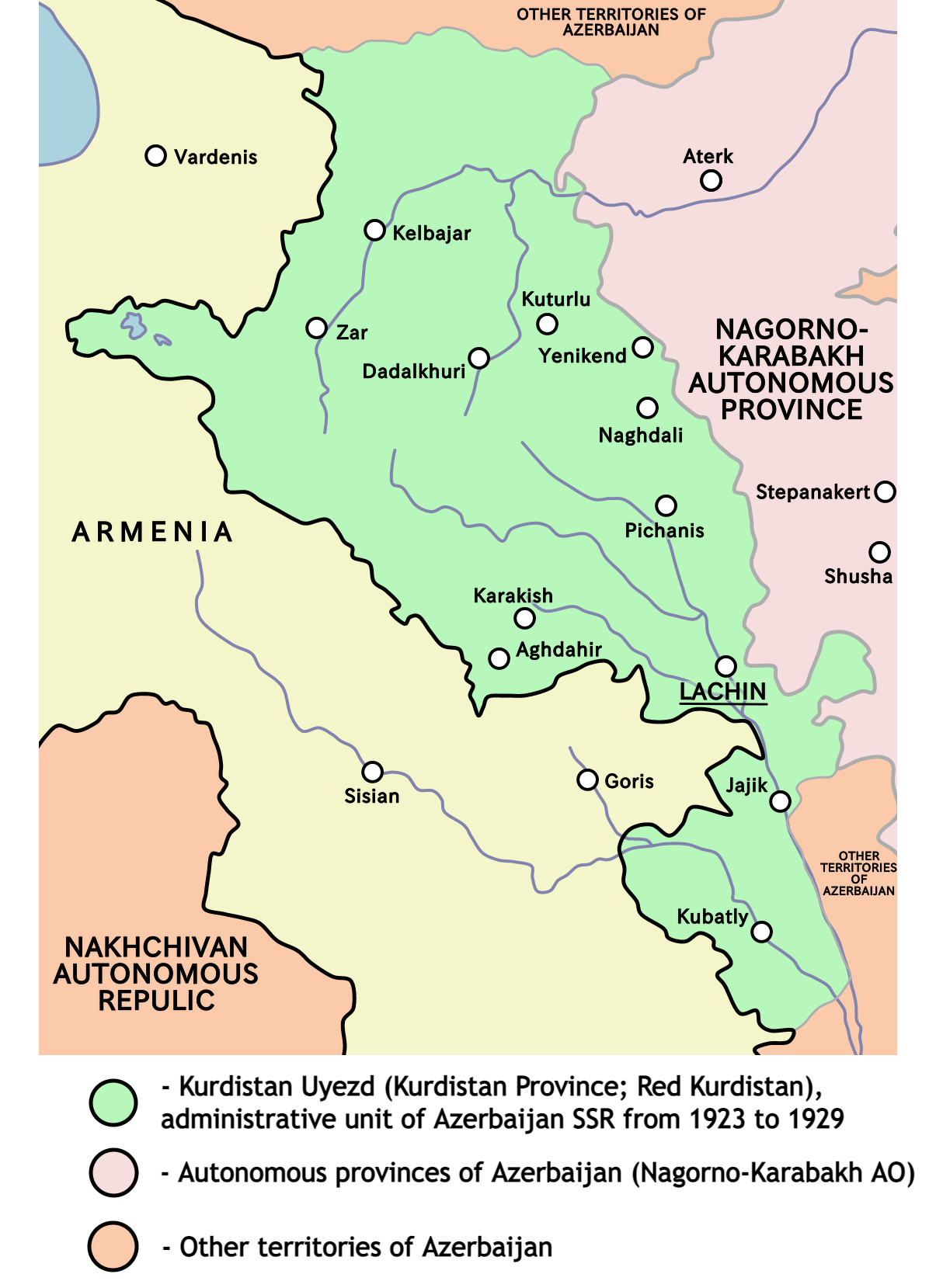
Autonomes Distrikt Rotes Kurdistan 1923 bis 1929

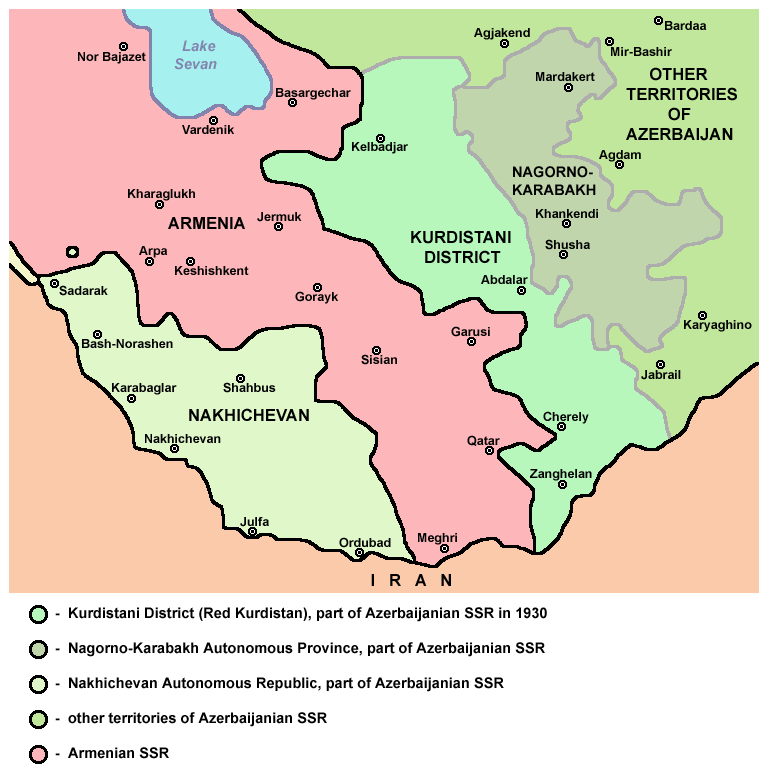
Kurzzeitig neugeschaffener Autonomer Kreis Rotes Kurdistan 1930

Das Rote Kurdistan (kurdisch Kurdistana Sor, aserbaidschanisch Qızıl Kürdistan, russisch Красный Курдистан) bezeichnet eine autonome Provinz in der ehemaligen UdSSR, die von 1923 bis 1929 bestand.

## Geschichte
Das Gebiet zwischen dem aserbaidschanischen Bergkarabach und dem armenischen Sjunik wurde im 18. Jahrhundert von kurdischen Stämmen besiedelt. Schließlich wurden sie die Mehrheit in diesem Gebiet, besonders um Laçın (kurdisch Laçîn), Kəlbəcər (kurdisch Kelbajar) und Qubadlı (kurdisch Qûbadlî) herum.
Im Jahre 1920 wurde diese Region ein Teil der Aserbaidschanischen Sozialistischen Sowjetrepublik. Am 23. Mai 1923 erhielt das Gebiet den Status eines autonomen Distriktes (Ujesd) innerhalb Aserbaidschans und führte den Namen Rotes Kurdistan. Weitere kurdische Gebiete erhielten jedoch keinen nationalen Kreis und durften sich dem Roten Kurdistan auch nicht anschließen. Die Amtssprache des Roten Kurdistans wurde Kurmandschi und sein Verwaltungszentrum Laçın.
Laut der Volkszählung in der Sowjetunion im Jahre 1926 lebten im Roten Kurdistan 51.200 Menschen, davon 37.470 (73,1 %) Kurden, 13.520 (26,3 %) Aserbaidschaner und 256 (0,5 %) Armenier.

## Auflösung des Roten Kurdistan
1929 wurde die autonome Provinz durch Beschluss des 6. Aserbaidschanischen Sowjetkongresses aufgelöst. Gleichwohl förderte der Staat die kurdische Kultur zunächst noch einige Jahre. Es entstanden muttersprachliche Schulen und in Laçın wurde die Zeitung Sowjetkurdistan herausgegeben. 1937/38 änderte sich dieser Kurs zugunsten einer ethnischen Homogenisierungspolitik. Aus den grenznahen Gebieten zum Iran und zur Türkei wurden in diesen Jahren viele Kurden nach Zentralasien deportiert.
Der Versuch der Neugründung im Jahre 1989 als unabhängiger Staat scheiterte am Zerfall der Sowjetunion. Überdies tobte von 1992 bis 1994 der Bergkarabachkonflikt zwischen Armenien und Aserbaidschan um das östlich gelegene Bergkarabach, der die meisten Kurden aus dem übrigen Gebiet vertrieb. In Folge wurde die Region von den Armeniern der Republik Bergkarabach kontrolliert, bis Aserbaidschan im Bergkarabachkonflikt 2020 ihre Rückgabe erzwingen konnte.